# Automotrice Mat '40
Materieel 1940
Les automotrices électriques Mat '40 (materieel 1940) des Nederlandse Spoorwegen sont une série de 15 rames doubles ElD2 et 25 rames quintuples ElD5 commandées en 1940 et livrées pendant la guerre. Les autorails quintuples DE5 mis au point simultanément sont également désignées Mat '40 et partagent de nombreux éléments en commun.
Les ElD2 sont des rames à châssis long dotées d'un vaste compartiment à bagages prévues pour le renfort aux heures de pointe des rames quintuples ElD5 lesquelles sont partiellement articulées avec deux bogies Jacobs et des bogies classiques à l'autre extrémité. Ces dernières et leurs équivalents au diesel sont les premières rames aérodynamiques aux Pays-Bas disposant de sièges de première classe.
Les deux séries sont radiées dans les années 1960-1970 ; aucun exemplaire n'est préservé.

## Histoire

### Genèse
La première génération d'automotrices électriques aérodynamiques — 61 rames doubles à châssis court et 37 rames triples à châssis long livrées en 1935 (Mat '35) et 1937-1938 (Mat '36) — donne pleinement satisfaction par rapport aux motrices Mat '24 dérivées des voitures à voyageurs à carrosserie rivetée et banquettes en bois. Le nouveau matériel est en priorité affecté aux lignes tout juste électrifiées du Middennet, dans le centre-ouest des Pays-Bas.
La vitesse et le confort même en troisième classe de ces rames automotrices électriques au style teinté d'Art-déco remporte également un franc succès auprès des voyageurs, habitués aux voitures à caisse en bois tractées par des locomotives à vapeur. Les lignes non-électrifiées peuvent également compter sur les rames triples Mat '34 de 1934-1935.
Afin de poursuivre la modernisation du pays et de résoudre le manque de capacité sur les lignes déjà électrifiées, les NS commandent au début de l'année 1940 :
- 25 automotrices articulées à cinq éléments (ElD5) ;
- 15 automotrices à deux éléments (ElD2) ;
- 18 autorails diesel articulés à cinq éléments (DE5) ;
- 29 remorques avec cuisine et bagages pour compléter les Mat '36 articulées ;
- 37 remorques de troisième classe pour compléter toutes les Mat '36 triples ;
- 15 fourgons aérodynamiques pour le transport de courrier (Pec).

L'électrification de la ligne d'Amsterdam à Amersfoort prévue pour le début des années 1940 justifie la commande des 40 automotrices Mat '40.

### Mise au point
Profitant des progrès de la technique, les moteurs de traction produits par Smit sont plus puissants que ceux qu'ils avaient fabriqué pour les Mat '36 avec 198,5 kw contre 165,5. L'aspect des faces frontales évolue avec le remplacement des pare-brise fort petits par des vitres au sommet plus haut, ce qui s'explique par la volonté de donner aux voyageurs une vue plongeante sur la voie grâce à une cloison largement vitrée, disposition créée pour les huit autorails omBC de 1937. Un nouveau type de bogies est employé avec, sur les rames quintuples, l'installation de patins de freinage électromagnétiques. Les NS envisageaient alors de les faire rouler jusqu'à 140 voire 160 km/h mais ce projet ne sera pas concrétisé, des défauts de stabilité limitant l'allure à 125 km/h en service commercial. Autre innovation par rapport aux rames aérodynamiques précédentes, les Mat '40 quintuples (diesel comme électriques) offrent des sièges de première classe en plus de ceux pour les voyageurs de deuxième et troisième classe. Comme sur plusieurs séries précédentes, une petite cuisine est installée dans les rames longues pour le service par chariot ambulant.
Les rames doubles ElD2 301 à 315 ont deux bogies moteurs (un à chaque extrémité) et la composition suivante : 
- une motrice CDk dotée d'une cabine, d'un compartiment à bagages long de 10 m avec un espace spécial pour le transport de poissons frais, d'une toilette et d'un local de service, le reste du véhicule étant occupé par une salle unique de 48 places de 3e classe encadrée par deux petites plateformes d'accès ;
- une motrice BCK avec une cabine à la cloison vitrée, de trois salles de 16 places chacune de 2e classe, la première ayant des banquettes faisant toutes face vers l'avant et les autres une disposition classique avec des fauteuils en vis-à-vis ; après un double vestibule avec deux toilettes au centre se trouve une salle de 32 sièges de 3e classe avec une plateforme d'accès à l'autre extrémité.

Les rames quintuples ont la particularité d'être composées d'une partie articulée de trois éléments et de deux voitures indépendantes à deux bogies et chaque voiture a une disposition et une longueur différente, avec une intercirculation asymétrique pour passer de la voiture-cuisine à la motrice. Leurs équivalents diesel recourent à la même répartition mais la disposition n'est pas la même. La rame ElD5 s'établit comme suit :
- une motrice CDk avec une cabine de conduite, et un compartiment à bagages doté d'un espace pour le courrier et d'un compartiment de service, suivie par une salle unique de 48 places de 3e classe encadrée par deux petites plateformes d'accès ;
- une remorque Coo avec une plateforme, deux toilettes, 48 places, un grand vestibule et une salle de 16 places ;
- une remorque motorisée Co avec une salle de 48 places, un grand vestibule et 40 places ;
- une remorque motorisée Cr avec une salle de 24 places, un grand vestibule donnant sur deux toilettes et une salle classique de 16 places de 3e classe suivie par une salle de 28 places dotées de tables de restauration et un vestibule étroit donnant sur un couloir latéral contournant la cuisine ;
- une motrice ABk avec une cabine, une salle de 20 places de 1re classe sur des banquettes faisant face à la cloison vitrée, 12 places de première dotée de grands fauteuils en vis-à-vis, puis un large vestibule suivi par cinq compartiments cloisonnés de 2e classe totalisant 28 places (les compartiments extrêmes ayant un siège de moins en raison de la courbure du couloir vers les plateformes d'accès.

Les plans d'origine prévoient d'utiliser ces deux types de rames sur les mêmes services entre Amsterdam et Amersfoort, mais les rames doubles doivent juste circuler en renfort aux heures de pointe, ajoutant leur important compartiment à bagages pour le transport des vélos, particulièrement nombreux. La deuxième classe (future première) de ces trains est moins confortable avec des sièges en disposition 2+2. La Seconde Guerre mondiale bouleversera les plans initiaux, reportant l'électrification de la ligne et détruisant de nombreux véhicules.

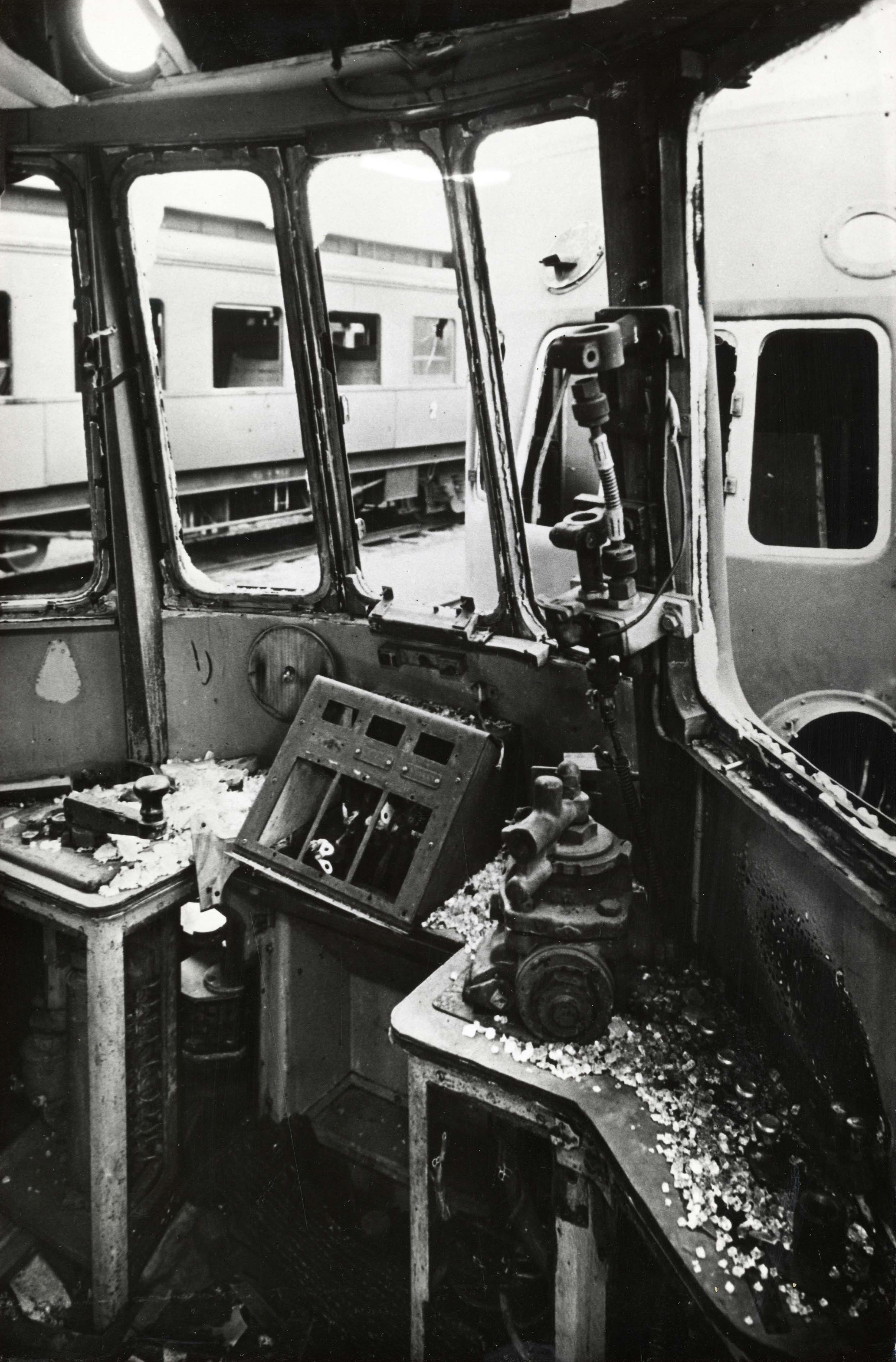
Cabine d'une rame endommagée (1945).

### Seconde guerre mondiale

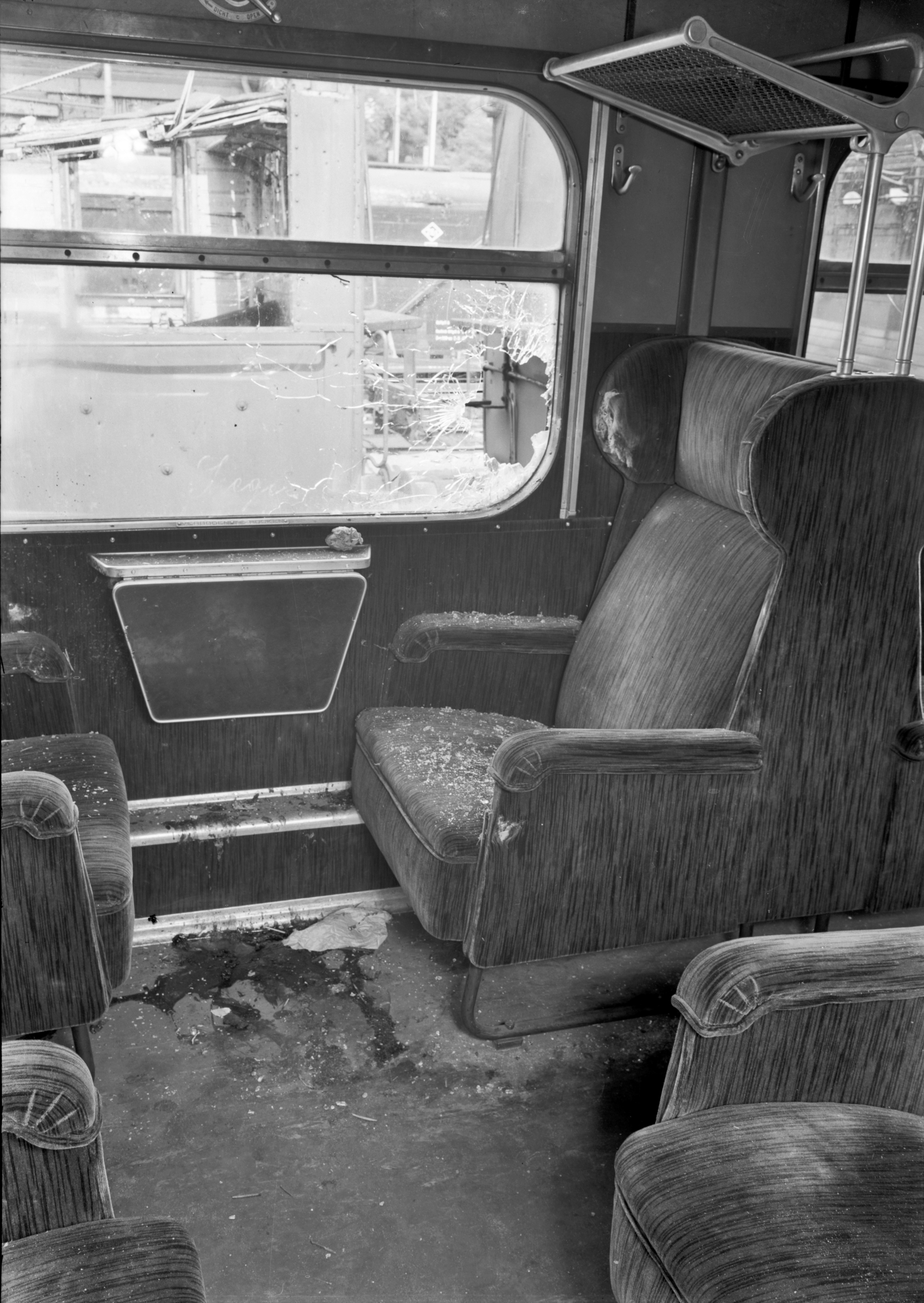
Intérieur de première classe de la même rame.

L'invasion des Pays-Bas survient peu après leur commande mais le réseau électrique continue d'opérer durant les premières années d'occupation. La pénurie de matériaux pousse les NS à prioriser la livraison des rames quintuples, qui entrent en service entre 1942 et 1943. À l'inverse, les rames doubles font les frais de la pénurie de composants au point que seules les 301, 302 et 310 accomplissent du service comme automotrices. Les 313-315, sorties d'usine en 1943 ne roulent pas et la 315 inachevée ne roule qu'en 1946. Les autres rames doubles sont livrées en 1943 sans moteurs de traction ; surnommées planeurs, elles doivent être remorquées par d'autres véhicules.
À partir de 1944, la pression sur les chemins de fer des Pays-Bas s’accentue et de nombreux sites ferroviaires sont bombardés pour désorganiser les lignes d'approvisionnement de l'ennemi. Assurée par des cheminots allemands durant les derniers mois du conflit, la circulation des trains est de plus en plus désorganisée et se conclut par l'évacuation en Allemagne ou à l'Est de nombreux matériels roulants, plusieurs ne seront jamais retrouvés ou restitués.
Lorsque la paix revient et que les éléments retrouvés en Allemagne de l'Ouest sont rapatriés, les 306-307, 809 ainsi qu'une partie des 310, 313, 807 et 824 sont manquantes. Des voitures issues des 301, 309, 802, 804, 816, 823, 825 doivent être ferraillées, tout comme la 818 dans son intégralité. La reconstruction des éléments les plus endommagés ou démotorisés et la remise en service des éléments survivants parfois dans un état déplorable s'étale de 1946 à 1953.
Les voitures d'automotrices rescapées sont assemblées entre-elles. Après 1950, plusieurs rames incomplètes existent encore, ce qui requiert de combiner des véhicules des trois séries de Mat '40 transformées si besoin.
Deux jeux complets de remorques de Mat '40 quintuples sont attelées aux deux motrices CDk issues des rames doubles 309-310 entrainant la suppression du compartiment à bagages au profit de 4 compartiments de première classe de 6 places ; les voyageurs de seconde classe héritent de la salle de 48 place sur des banquettes de 3e classe redécorées.
Deux autres sets de 3 remorques articulées sont attelées à des autorails DE5 avec suppression du pantographe de la CDk et remplacement du compartiment à bagages inutile par 24 places de 3e classe.

### Carrière et services effectués

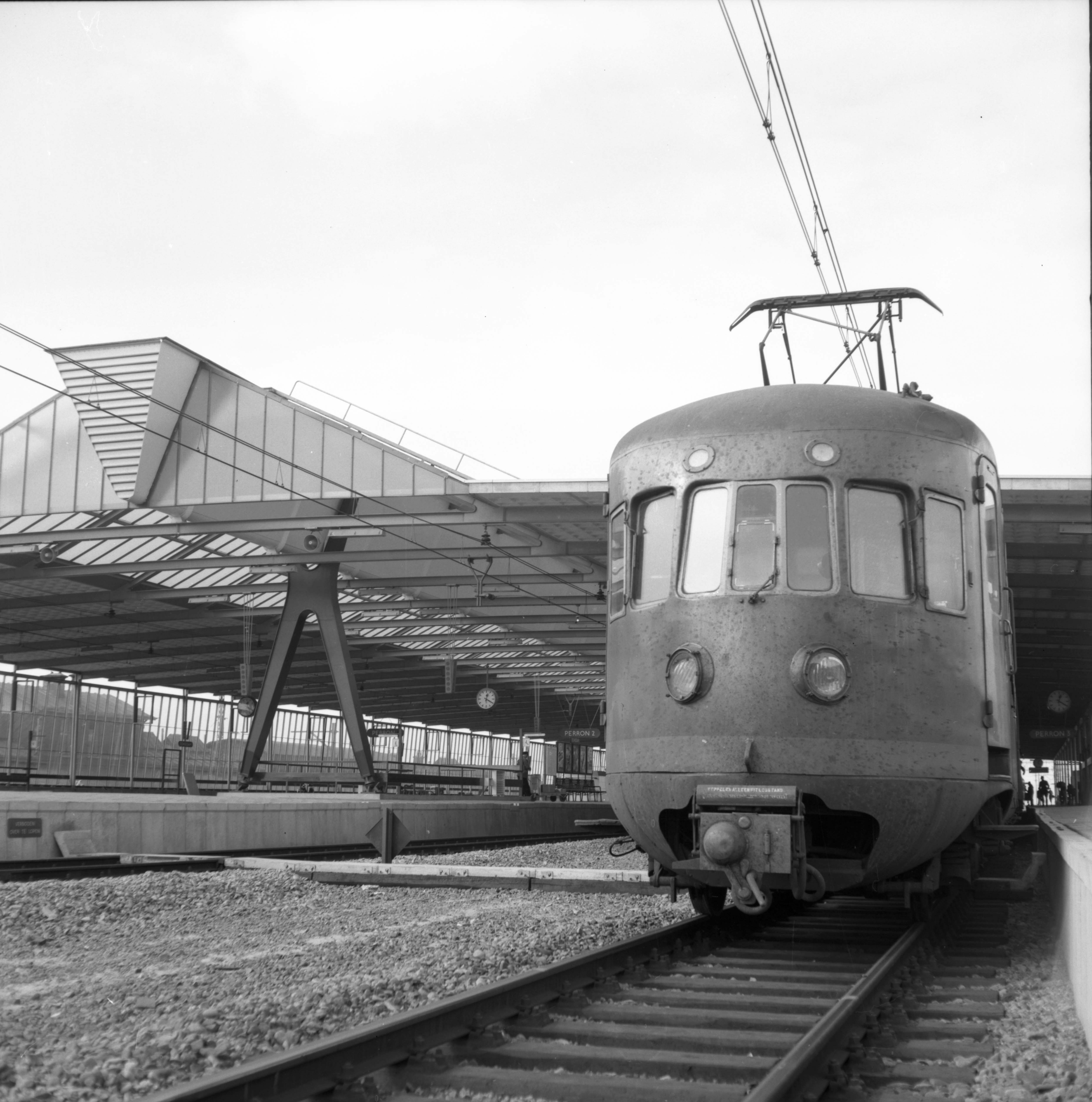
En gare de Schiedam (1959).
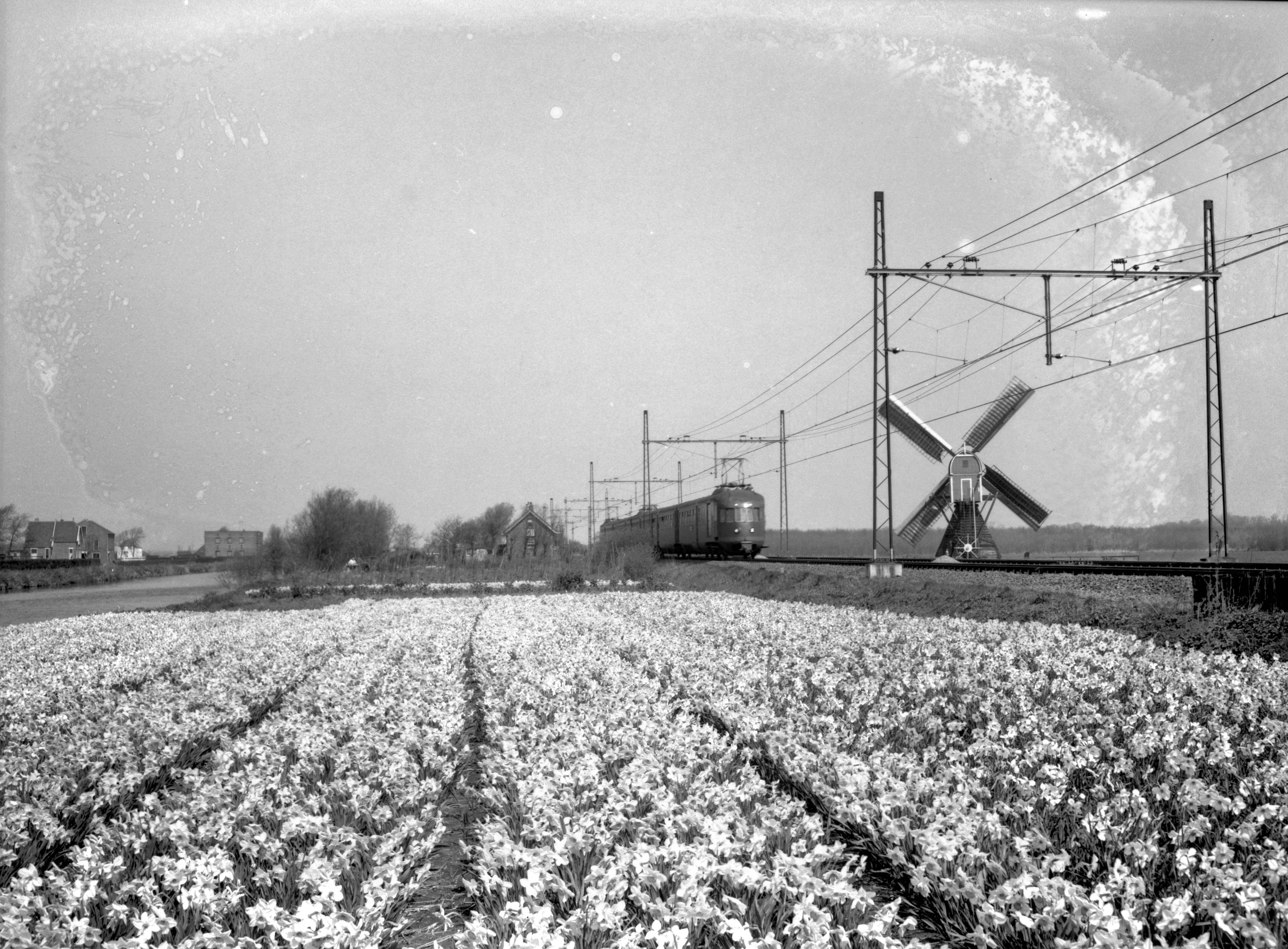
Une rame quintuple dans un décor typique du milieu de la Hollande.
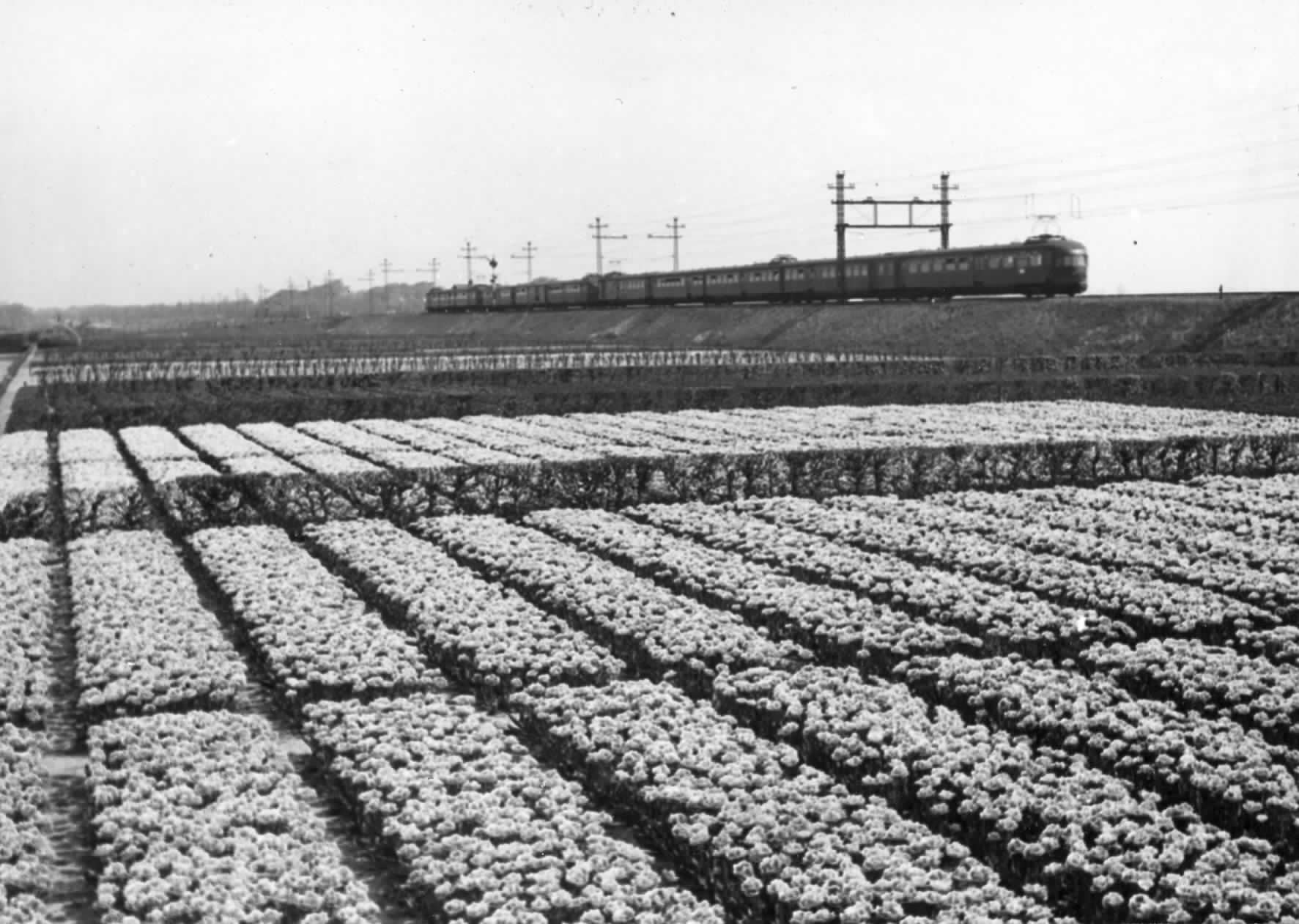
Couplage d'une ElD5 et de deux Mat '36 triples (1954).

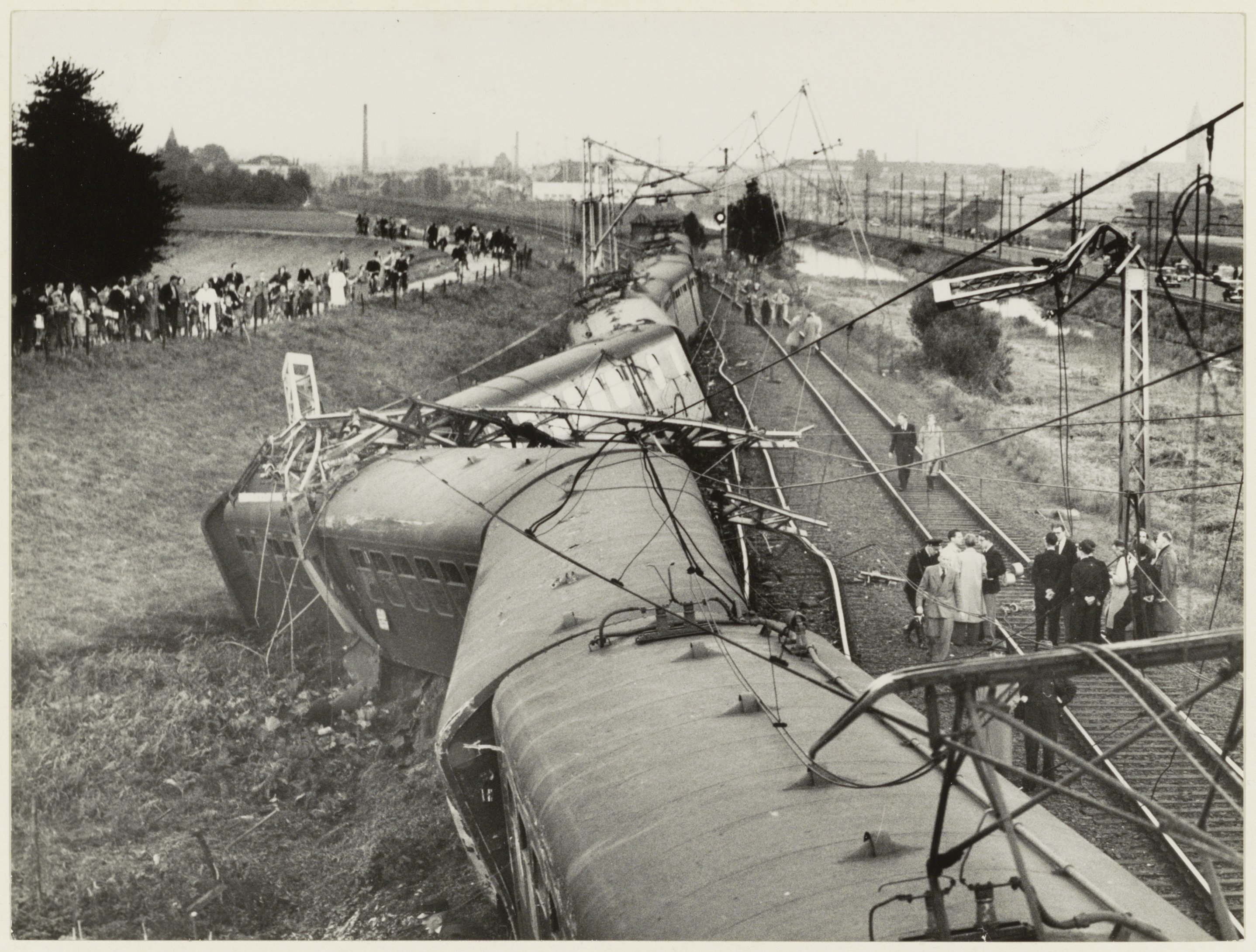
Les deux rames déraillées à Sloterdijk.
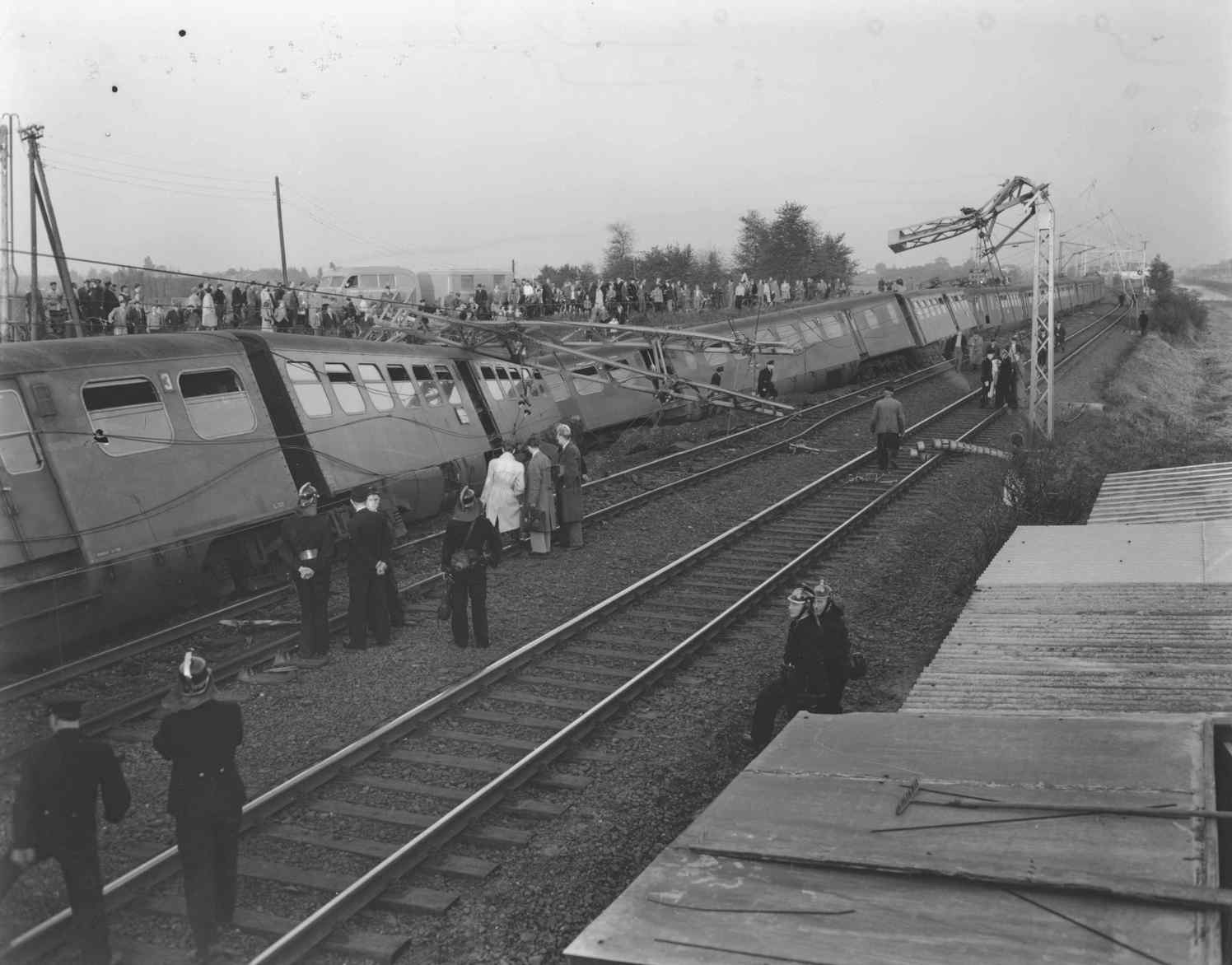
Bogies Jacobs des trois remorques de tête.
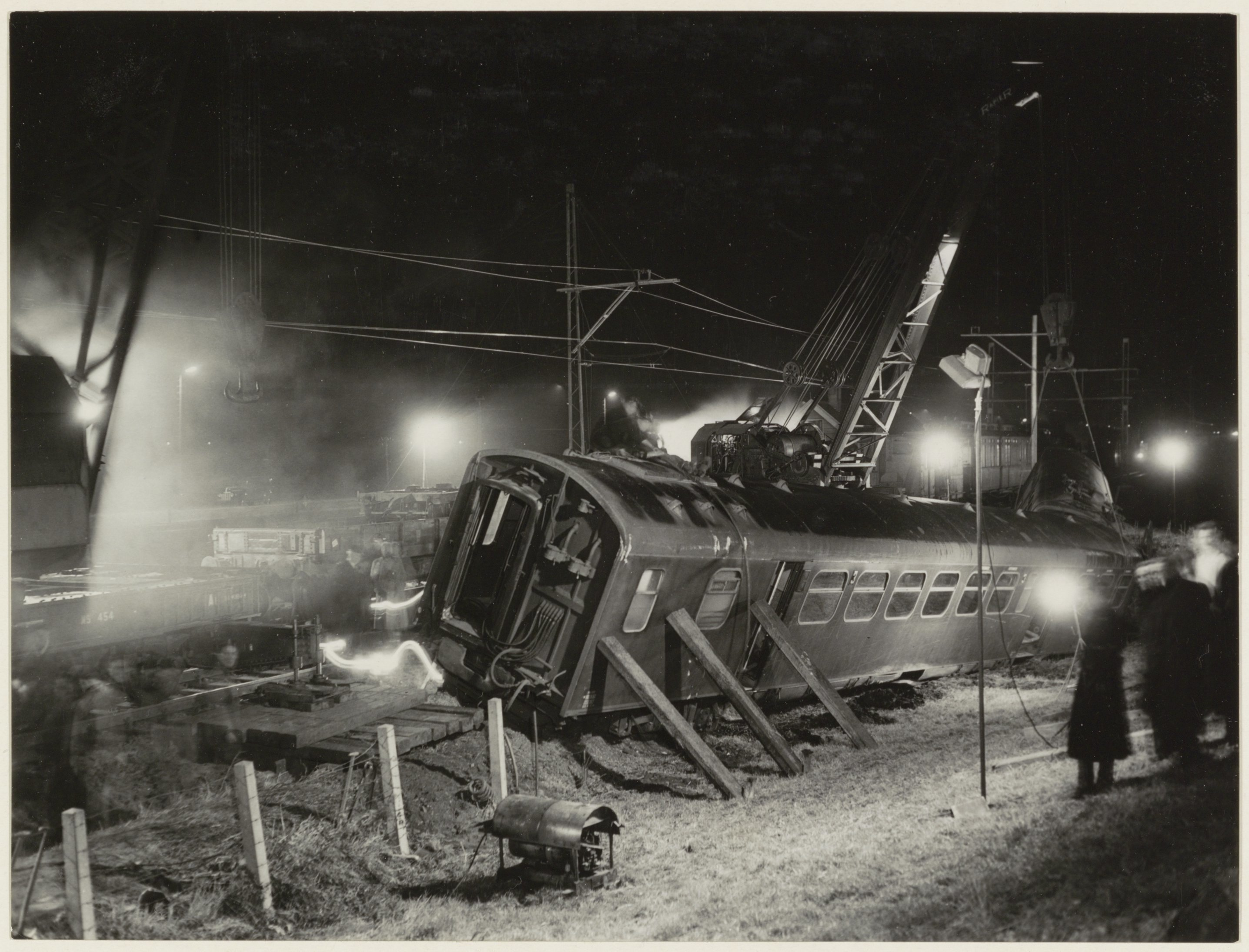
Relevage de la voiture-cuisine. À noter l'intercirculation décalée.

Le report à 1946 de l'électrification de la ligne Amsterdam - Amersfoort entraine l'affectation des rames quintuples sur des lignes où circulent des Mat '24 et Mat '36 longues. Elles circulent ainsi sur la ligne d’Amsterdam à Rotterdam, la Haye et Dordrecht, couplées à des Mat '35 / '36 ainsi que sur le Middennet : un ensemble de dessertes interurbaines électrifié vers 1938. Les rames doubles pourvues de moteurs connaissent plusieurs affectations et sont notamment affectées à la ligne Rotterdam-Hofplein - la Haye ainsi qu'en renfort des EID5 avec présence éventuelle d'une remorque-fourgon. Elles continueront à assurer ces deux services après la guerre.
Les rames quintuples rescapées du conflit sont notamment utilisées sur la ligne vers Hoek van Holland ainsi que sur la desserte Amsterdam - Rotterdam couplées par deux. Leur terrain d'action s'étend avec la vague de nouvelles électrifications et elles circulent quotidiennement avec les nouvelles rames profilées Mat '46 et Mat '54, formant de longs trains pouvant être scindés vers deux destinations.
En 1951, deux ElD5 déraillent à grande vitesse près de Sloterdijk n'occasionnant par chance qu'un seul blessé léger. La 305 est en revanche complètement détruite par une catastrophique collision frontale entre un express et un omnibus à Woensel en 1957. En raison du risque pour les voyageurs en cas d'accident, la cloison vitrée de tout le matériel automoteur est remplacée par un mur fermé vers 1940.
En fin de carrière, les EID5 sont principalement regroupées vers le réseau du nord de la Hollande et les ElD2 terminent leur vie sur la ligne de la Hofplein. La mise en service d'un nombre croissant d'automotrices Mat '64 et le déplacement de rames des années 1950 réduit leurs activités et accentue les coupes dans leur effectif. Les trois dernières sont radiées en septembre 1972.
Aucune rame électrique Mat '40 n'a été préservée. Les rames diesel ont également été démolies.